# 二甲氨基甲酰氟
二甲氨基甲酰氟是一种有机化合物，化学式为C3H6FNO。它可由二甲氨基甲酰氯和氟化钾的反应制备。它是无色液体，可溶于水且在水中稳定。
二甲基氨基甲酰氟是一种有效的胆碱酯酶抑制剂，有剧毒，即使在低剂量下也可致命。